# Sandra o Luis
Sandra o Luis es un documental español de 2005 dirigido por Janis Ozolins-Ozols, producido por Cuarto Creciente Producciones, donde participan artistas como Carla Antonelli, Toni Cantó , Eduardo Mendicutti o Gael García Bernal.

## Argumento
El documental nos presenta una retrospectiva sobre la transexualidad en España vista por Sandra Montiel, transformista de la noche madrileña.
Numerosos artistas que han tenido relación con el tema, aportan sus opiniones y experiencias, sobre un arte no siempre entendido y sin duda delicado.
Comenzando por su llegada a Madrid en la movida madrileña, Sandra cuenta sus vivencias siendo hombre y mujer, los tiempos duros y las mieles del éxito, por su aparición en La mala educación, como imitadora de Sara Montiel.

## Festivales
- 11.ª edición de LesGaiCineMad. Premio del público a mejor documental y finalista a mejor película.[1]
- 12.ª Muestra Internacional de Cine Gay-Lésbico de Barcelona.
- 13.ª edición del Filadelfia International Gay & Lesbian Film Festival.